# Gorian Delpâture
Gorian Delpâture, né le 2 juillet 1976 à Haine-Saint-Paul (province de Hainaut), est un journaliste, chroniqueur littéraire lié à la RTBF, scénariste de bande dessinée et enseignant belge.

## Biographie

### Jeunesse et formation
Gorian Delpâture naît le 2 juillet 1976 à Haine-Saint-Paul. Il grandit avec son frère à Binche, où sa mère demeure toujours. Passionné de littérature, il cite parmi ses auteurs préférés : Voltaire, Stephen King, H. P. Lovecraft, Émile Zola et Henry Miller. Cette prédilection pour les auteurs morts, lui fait créer le néologisme nécrobibliophile,.

### Journaliste à la RTBF (2000 - )
Delpâture est journaliste à la RTBF depuis l’an 2000. Il intègre le service des sports avant de participer à l’expérience télévisuelle du Projet X. En 2004, il devient journaliste au Journal Télévisé. Il signe des reportages pour le magazine d’investigation Questions à la Une dont Théories du complot : comment ça marche ? sur les théories du complot, une enquête sur les critiques de Darwin : La dérive créationniste au scanner ou encore Kennedy : pourquoi toujours un mystère ? sur l'assassinat de John F. Kennedy,, (2009). En même temps, il devient chroniqueur littéraire dans les émissions de télévision Mille-Feuilles puis Livrés à domicile, et dans Entrez sans frapper sur La Première. Plus récemment, c'est dans l'émission Sous Couverture, qu'il chronique les auteurs morts et où il présente aussi des séquences d'archives. En 2010, il entre dans l’équipe de l’émission télévisée patrimoniale Ma Terre. Il travaille aussi sur la seule émission télévisée sur le cinéma en Belgique : Tellement Ciné diffusée sur La Deux. Pour le 30e anniversaire du festival de Dour, il réalise le documentaire Happy Birthday Dour You, diffusé sur La Une, le 8 juillet 2018. Pour la commémoration des 50 ans de la mort de Jim Morrison, il propose un feuilleton radiophonique de 45 épisodes qui raconte son histoire et celle du groupe sous forme de lettres adressées à Morrison en 2021. Depuis 2023, il fait découvrir des livres dans Culture Club sur Tipik. On peut voir de nombreuses chroniques en podcast sur Auvio. Dans l'émission Galaxies BD de Thierry Bellefroid, diffusée sur La Première depuis août 2024, il présente la rubrique Les grands noms de la BD dans laquelle il parle notamment d'Hergé, Tibet ou René Goscinny en fouillant dans les archives de la RTBF.

### Scénariste de bande dessinée (2008-2013)
De 2008 à 2013, il écrit en collaboration avec Michel Dufranne, l'adaptation en bande dessinée du Candide de Voltaire dessinée par Vujadin Radovanović pour la collection « Ex-Libris » aux éditions Delcourt (3 tomes et une intégrale).

### Auteur, essayiste et traducteur
Comme auteur, il écrit l'adaptation de l'émission télévisuelle Ma terre : chemin de fer, chemins de rêves de la RTBF en 2012. Deux ans plus tard, il sort Kissionnaire aux Éditions Lamiroy. Ce livre se présente sous la forme d’un abécédaire sur le groupe Kiss. C'est Jacques de Pierpont qui écrit la préface de son essai AbécéDoors consacré au groupe rock The Doors, illustré par David Peeters et publié aux mêmes éditions en 2017. L'ouvrage sera revu et augmenté et publié cette fois par 180° éditions en 2020. Il inaugure la collection « L'Article » des Éditions Lamiroy avec un ouvrage consacré à Stephen King la même année. Il sort le quatorzième numéro de la collection intitulé Jim Morrison : un poète américain, l'année suivante. Il livre encore Voltaire, en ce lieu de détresse embastillé logé fort à l'étroit, le cinquantième volume de la collection en 2025. Les illustrations de ces ouvrages sont dues à Hugues Hausman.
Comme traducteur, il traduit de l'anglais (États-Unis) le roman Le Poète en exil de Ray Manzarek publié dans la collection « Fiction » des éditions Aux Forges de Vulcain en 2021 et l'année suivante Souvenirs de Jim Morrison d'Alan Graham, beau-frère de Jim Morrison, aux Éditions Lamiroy. Il s'insurge sur Facebook que Stephen King en français souffre depuis des décennies de mauvaises traductions en 2021. En 2025, il traduit fidèlement L'Appel de Cthulhu de Howard Phillips Lovecraft, publié aux éditions Lamiroy,. 

### Enseignant (2012 - )
Parallèlement, il est professeur de journalisme à l’Université de Mons depuis 2012.

### Autres activités
En 2016, il est membre du jury thriller du Festival international du film fantastique de Bruxelles.

### Vie privée
Il est marié et a deux enfants. Après avoir vécu à Péronnes-lez-Binche, Binche et Watermael-Boitsfort, il demeure à Genval en 2025.

## Œuvres

### Publications

#### Ouvrages

##### Comme auteur
- Gorian Delpâture, Valérie Dejardin et Corinne Boulangier, Ma terre : chemin de fer, chemins de rêves, Namur ; Bruxelles, Institut du patrimoine wallon ; RTBF, 2012, 203 p., ill. ; 27 cm (ISBN 978-2-87522-078-3)
- Gorian Delpâture (préf. Thomas Gunzig, ill. Yves Budin), Kissionnaire[24], Bruxelles, Lamiroy, 2014, 280 p., ill. ; 20 cm (ISBN 978-2-87595-025-3)
- Gorian Delpâture (préf. Jacques de Pierpont, ill. David Peeters), AbécéDoors, Woluwe-Saint-Lambert, Lamiroy, 2017, 308 p., ill. ; 20 cm (ISBN 978-2-87595-070-3)
  - Gorian Delpâture (ill. David Peeters), AbécéDoors[25], Bruxelles, 180° éditions, 2020, 326 p., ill. ; 20 cm (ISBN 978-2-931008-09-6)deuxième édition revue et augmentée.
- Gorian Delpâture (ill. Hugues Hausman), Stephen King[26],[36], Bruxelles, Lamiroy, coll. « L'Article » (no 1), 2020, 33 p., ill. ; 14 cm (ISBN 978-2-87595-367-4)
- Gorian Delpâture (ill. Hugues Hausman), Jim Morrison : un poète américain, Bruxelles, Lamiroy, coll. « L'Article » (no 14), 1er novembre 2021, 32 p., ill. ; 14 cm (ISBN 978-2-87595-572-2)
- Gorian Delpâture et Michel Dufranne (édito) (ill. Hugues Hausman), Voltaire, en ce lieu de détresse embastillé logé fort à l'étroit, Bruxelles, Lamiroy, coll. « L'Article » (no 50), 1er janvier 2025, 41 p., ill. ; 14 cm (ISBN 978-2-87595-964-5)

##### Comme traducteur
- Ray Manzarek (trad. Gorian Delpâture), Le Poète en exil, Bussy-Saint-Martin, Aux Forges de Vulcain, coll. « Fiction », 5 novembre 2021, 269 p., ill. ; 21 cm (ISBN 978-2-373-05116-2)traduit de l'anglais (États-Unis).
- Alan Graham (trad. Gorian Delpâture), Souvenirs de Jim Morrison, Bruxelles, Lamiroy, 1er juin 2022, 250 p., ill. ; 20 cm (ISBN 978-2-87595-692-7)traduit de l'anglais (États-Unis).
- H. P. Lovecraft (trad. Gorian Delpâture), L'Appel de Cthulhu, Bruxelles, Lamiroy, 28 février 2025, 75 p. (ISBN 978-2-87595-966-9)traduit de l'anglais (États-Unis).
- H. P. Lovecraft (trad. Gorian Delpâture, ill. David Peeters), Herbert West - Réanimateur, Bruxelles, Lamiroy, juin 2025, 75 p. (ISBN 978-2-87595-967-6)traduit de l'anglais (États-Unis).
- H. P. Lovecraft (trad. Gorian Delpâture, ill. David Peeters), Le Cas de Charles Dexter Ward, Bruxelles, Lamiroy, août 2025, 300 p. (ISBN 978-2-39081-025-4)traduit de l'anglais (États-Unis).

#### Écrits
- Préfaces / Alice on the Roof, Barbara Abel, Thierry Bellefroid... [et. al.] ; préface des préfaces de Gorian Delpâture, Bruxelles, Lamiroy, 2022[37].

### Audiovisuel
- 2018 : Bruce tout puissant[38], documentaire sur Bruce Dickinson, diffusé le 18 août 2020 sur La Trois, réalisateur ;
- 2020 : Korean Classics Generation[39], téléfilm, 53 min, coscénariste avec Pierre Barré et Thierry Loreau.

#### Articles
- Gorian Delpâture (interviewé par Alain Lorfèvre), « La conspiration relue et corrigée », La Libre Belgique,‎ 22 novembre 2013 (lire en ligne, consulté le 24 février 2025).

### Vidéographie
- [vidéo] « L’invité culture – Gorian Delpâture », sur YouTube, 30 janvier 2020, émission de télévision Toujours + d’Actu, présentée par Fabrice Grosfilley diffusée sur BX1.
- [vidéo] « Gorian Delpâture, de la RTBF, vous parle du roman Sorrowland de Rivers Solomon », sur YouTube, 2 juillet 2022